# Blšany
Blšany település Csehországban, Lounyi járásban. Blšany Měcholupy, Libořice, Podbořany, Kryry, Očihov, Hořovičky és Děkov településekkel határos. Lakosainak száma 1035 fő (2024. január 1.).

## Népesség
A település lakosságának változását az alábbi diagram mutatja:
| Lakosok száma | 3021 | 3472 | 3288 | 1559 | 1207 | 935  | 970  | 999  | 929  | 1035 |
|               | 1869 | 1900 | 1921 | 1961 | 1980 | 2011 | 2016 | 2019 | 2021 | 2024 |